# آديلايد جونسون (لاعبة كرة الشبكة)
آديلايد جونسون (بالإنجليزية: Adelaide Johnson)‏ هي لاعبة كرة الشبكة أسترالية، ولدت في 8 أكتوبر 1986.